# Klockan på Rönneberga
Klockan på Rönneberga är en svensk dramafilm från 1944 i regi av Gunnar Skoglund. Filmen är baserad på novellen Solskensnatten av Hertha Odeman. I huvudrollerna ses Lauritz Falk, Vibeke Falk, Erik Hell och Hilda Borgström.

## Handling
Året är 1936 och det är godsägare Lennart Heijkens 70-årsdag, vilket man firar med en stor fest på släktgodset Rönneberga som har tillhört släkten Heijken i sex generationer. När det är dags för Lennarts barnbarn Vivan att gå och lägga sig får hon först hedersuppdraget att dra upp den stora golvklockan Kulla, som står på hedersplats i festsalen. Sedan sätter sig Lennart vid hennes sängkant och berättar sagan om Kulla. Lennart börjar berätta om dagen då han föddes - för exakt 70 år sedan. Det var den 11 augusti 1866 och patron Henrik Heijken på Rönneberga var överlycklig för att hans hustru just nedkommit med en son. 
Samma dag kommer en mas som säljer klockor till Rönneberga och i sin glädje köper Henrik en stor golvklocka av honom, Kulla. Masen hjälper till att rista in dagens datum i den, Lennarts födelsedag. Masen säger att denna klocka ska följa Lennart genom livet. Nästa datum att rista in blir den 9 juni 1885, Lennart har då tagit studentexamen. Henrik räknar nu med att sonen Lennart ska börja en utbildning för att kunna överta jordbruket. Men Lennart vill bli officer, och Henrik accepterar sonens vilja. Lennart avancerar snart till löjtnant och han träffar också en flicka som han förälskar sig i, Viveka. Men hon uppvaktas även av löjtnant Grip. I med och motgång får man sedan fortsätta att följa Lennart och hans Kulla.

## Om filmen
Inspelningen skedde med ateljéfilmning i Filmstaden, Råsunda, i Lilljansskogen i Stockholm och på Erikssunds gods utanför Sigtuna. Filmfotograf var Martin Bodin.
Filmen premiärvisades 13 mars 1944 på Spegeln i Stockholm och i Uppsala, Norrköping, Eskilstuna, Örebro och Helsingborg. 

## Rollista i urval
- Lauritz Falk - Lennart Heijken, godsägare på Rönneberga herrgård
- Vibeke Falk - Viveka Langenfeldt
- Erik Hell - löjtnant Gerhard Grijp, senare ryttmästare
- Hilda Borgström - Sara
- Oscar Ljung - patron Henrik Heijken, Lennarts far
- Kotti Chave - Bergencrona
- Åke Jensen - Langenfelt
- Sten Lindgren - Brolin, rättare på Rönneberga
- Gun Robertson - Eva Heijken, Gunnars hustru
- Monica Tropp - Vivan
- Gunnar Olsson - masen, klockförsäljare
- Birgit Chenon - Elisabet Heijken, Lennarts mor
- Sten Sture Modéen - Gunnar Heijken, Lennarts son
- Jullan Kindahl - madam Hallström, jordemor
- Wiktor "Kulörten" Andersson - åkare Lindgren, kusk
- Signhild Björkman - Berätterskan

## Musik i filmen i urval
- "Ja, må han leva!"
- "Nu ska' vi vara snälla", kompositör Jules Sylvain (1935), textförfattare Karl Gerhard (1935)
- "På ett litet moln i sjunde himlen", kompositör Jules Sylvain (1936), textförfattare Sven Paddock (1936)
- "Sjungom studentens lyckliga dag", textförfattare Herman Sätherberg, sångare Lauritz Falk
- "Kungliga Kronobergs regementes marsch", kompositör Carl Latann
- "Daisy Bell", kompositör Harry Dacre (1892), textförfattare Harry Dacre (engelsk text 1892)/Alma Rek (svensk text 1906)
- "After the Ball", kompositör Charles K. Harris (1892), textförfattare Charles K. Harris (1892)/Ernst Wallmark (svensk text)
- "De banden som vi knöto", sångare Lauritz Falk
- "Jänta å ja"', textförfattare Fredrek på Rannsätt (1840)